# Ludwig Oettinger
Ludwig Oettinger, född 7 maj 1797 i Edelfingen vid Mergentheim, död 10 oktober 1869 i Freiburg im Breisgau, var en tysk matematiker.
Oettinger blev vid Freiburgs universitet privatdocent 1831 och professor i matematik 1836. Bland hans arbeten kan nämnas Differential- und Differenzenrechnung (1831), Forschungen im Gebiet der höheren Analysis (1831) och Die Wahrscheinlichkeitsrechnung (1852).